# Israel beim Junior Eurovision Song Contest
Teilnehmende Rundfunkanstalt
 (2012, 2016),
 (2018)
Erste Teilnahme
2012
Bisher letzte Teilnahme
2018
Anzahl der Teilnahmen
3 (Stand 2018)
Höchste Platzierung
8 (2012)
Höchste Punktzahl
81 (2018)
Niedrigste Punktzahl
27 (2016)
Punkteschnitt (seit erstem Beitrag)
58,67 (Stand 2020)
Punkteschnitt pro abstimmendem Land im 12-Punkte-System
4,67 (Stand 2012)
Dieser Artikel befasst sich mit der Geschichte Israels als Teilnehmer am Junior Eurovision Song Contest.

## Vorentscheide
Der erste Beitrag wurde intern ausgewählt und durch Castings zusammengestellt. 2016 wurde das Duo Shir & Tim ebenfalls intern ausgewählt, während Noam Dadon 2018 den nationalen Vorentscheid gewann. Sein Lied wurde wiederum intern ausgewählt.

## Teilnahme am Wettbewerb
Wegen der relativ schlechten Platzierung 2012 beim Debüt trotz Favoritenstatus setzte Israel ähnlich wie Albanien gleich nach der ersten Teilnahme aus und nahm von 2013 bis einschließlich 2015 nicht teil. 2016 kehrt Israel aber zum Wettbewerb zurück. Auch 2016 erreichte Israel keine gute Platzierung und wurde bei 17 Teilnehmern Fünfzehnter. Für 2017 hat Israel seine Teilnahme abgesagt, kehrte 2018 allerdings als amtierender ESC-Sieger, ähnlich Portugal im Vorjahr, zurück. Im Jahr darauf zog sich Israel wiederum vom Wettbewerb zurück.

## Liste der Beiträge
| Jahr      | Interpret                             | Titel (Musik / Text)                      | Sprache                                    | Übersetzung              | Platz Teilnehmer (gesamt) | Punkte                   |
| --------- | ------------------------------------- | ----------------------------------------- | ------------------------------------------ | ------------------------ | ------------------------- | ------------------------ |
| 2012      | Kids.il                               | Let The Music Win (Kids.il, Ohad Hitman)  | Hebräisch, Englisch, Französisch, Russisch | Lass die Musik gewinnen  | 8 / 12                    | 68                       |
| 2013-2015 | Auf Teilnahme verzichtet              | Auf Teilnahme verzichtet                  | Auf Teilnahme verzichtet                   | Auf Teilnahme verzichtet | Auf Teilnahme verzichtet  | Auf Teilnahme verzichtet |
| 2016      | Shir & Tim שירה פריימן וטימוטי סניקוב | Follow My Heart (Dor Daniel / Noam Horev) | Hebräisch, Englisch                        | Folge meinem Herzen      | 15 / 17                   | 27                       |
| 2017      | Auf Teilnahme verzichtet              | Auf Teilnahme verzichtet                  | Auf Teilnahme verzichtet                   | Auf Teilnahme verzichtet | Auf Teilnahme verzichtet  | Auf Teilnahme verzichtet |
| 2018      | Noam Dadon נועם דדון                  | Children Like These (Eden Hason)          | Hebräisch                                  | Solche Kinder            | 14 / 20                   | 81                       |
| seit 2019 | Auf Teilnahme verzichtet              | Auf Teilnahme verzichtet                  | Auf Teilnahme verzichtet                   | Auf Teilnahme verzichtet | Auf Teilnahme verzichtet  | Auf Teilnahme verzichtet |

## Punktevergabe

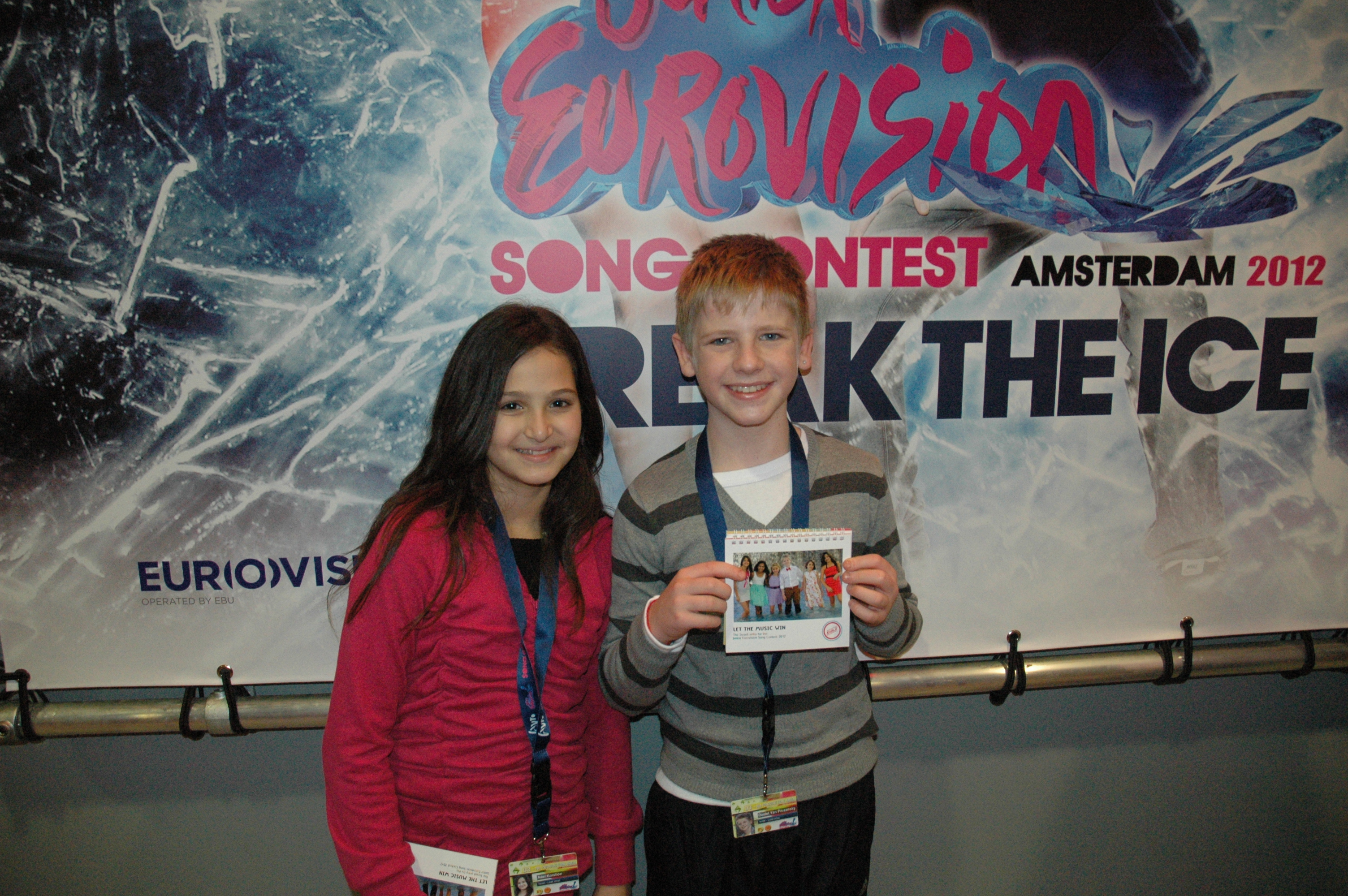
Zwei Mitglieder der Gruppe Kids.il

Folgende Länder erhielten die meisten Punkte von oder vergaben die meisten Punkte an Israel:
| Die meisten vergebenen Punkte | Die meisten vergebenen Punkte | Die meisten vergebenen Punkte |
| Platz                         | Land                          | Punkte                        |
| ----------------------------- | ----------------------------- | ----------------------------- |
| 1                             | Georgien                      | 30                            |
| 2                             | Armenien                      | 24                            |
| 3                             | Niederlande                   | 23                            |
| 3                             | Ukraine                       | 23                            |
| 5                             | Italien                       | 21                            |

| Die meisten erhaltenen Punkte | Die meisten erhaltenen Punkte | Die meisten erhaltenen Punkte |
| Platz                         | Land                          | Punkte                        |
| ----------------------------- | ----------------------------- | ----------------------------- |
| 1                             | Russland                      | 13                            |
| 1                             | Ukraine                       | 13                            |
| 3                             | Italien                       | 10                            |
| 4                             | Polen                         | 09                            |
| 5                             | Albanien                      | 08                            |
| 5                             | Niederlande                   | 08                            |

Stand: 2018